# Relaciones España-Turquía
Las relaciones hispano-turcas son las relaciones exteriores entre el Reino de España y la República de Turquía. A pesar de que ambas naciones fueron imperios rivales en el pasado, sus relaciones actuales se han desarrollado gradualmente en una cooperación constructiva potencial. Ambos países son miembros de la AICO, el BERD, la CEPAL, la CEPE, el G20, la OCDE, la OMC, la OSCE y la OTAN.

## Historia
Durante el siglo XVI, los Habsburgos españoles y el Imperio otomano lucharon por la supremacía en el Mediterráneo.
Lo más destacado fue la batalla de Lepanto, donde la flota dirigida por España (aliada con la República de Venecia y los Estados Pontificios) derrotó a la flota otomana. En el norte de África, las acciones españolas contra la piratería berberisca (aliados otomanos) no tuvieron éxito por mucho tiempo hasta Lepanto. Seguidamente, el Imperio otomano recibió a muchos judíos sefardíes y conversos, huyendo de la persecución religiosa, y apoyó una revuelta morisca fallida.
Las relaciones modernas entre los dos países se formalizaron cuando el embajador español presentó al sultán otomano el documento de ratificación del "Tratado de Paz, Amistad y Comercio" en 1783. La legación de España en Estambul inició sus actividades en esa misma fecha. La legación de Turquía en Madrid comenzó a funcionar en 1857. Las relaciones diplomáticas entre ambos países se elevaron al nivel de embajada a partir del 1 de enero de 1951, cuando se firmó el Acuerdo de Paz, Amistad y Comercio.

## Relaciones políticas
Actualmente, España y Turquía son miembros del Consejo de Europa, la OTAN y la UpM. El diálogo político bilateral y las relaciones económicas se han fortalecido con visitas recíprocas de alto nivel realizadas desde los años 80. España fue uno de los países miembros de la UE que apoyaban la adhesión de Turquía.
El Plan de acción conjunta firmado entre Turquía y España el 22 de julio de 1998 estableció el marco de las relaciones bilaterales entre los dos países. La Alianza de Civilizaciones fue iniciada por el presidente de España, Zapatero, copatrocinado por el primer ministro turco, Erdoğan.
En los últimos años, las relaciones diplomáticas entre Turquía y los países de la UE se han deteriorado radicalmente. España, como el resto de los países miembros del EuroMed, ha apoyado las medidas griegas sobre Turquía con las disputas en aguas territoriales del Mediterráneo. A pesar de esto, España y Turquía han mantenido una estrecha cooperación en el intercambio comercial, militar y sanitario.

## Relaciones económicas
El volumen comercial entre Turquía y España era 5,99 M € en 2011.
Hay más de 150 empresas españolas que operan en Turquía. El valor de las inversiones españolas en Turquía es de alrededor de 250 millones de Euros.
En 2008, más de 350.000 turistas españoles visitaron Turquía.
Hay aproximadamente 5.516 turcos en España.

## Misiones diplomáticas residentes
- España tiene una embajada en Ankara y un consulado-general en Estambul.
- Turquía tiene una embajada en Madrid y un consulado-general en Barcelona.

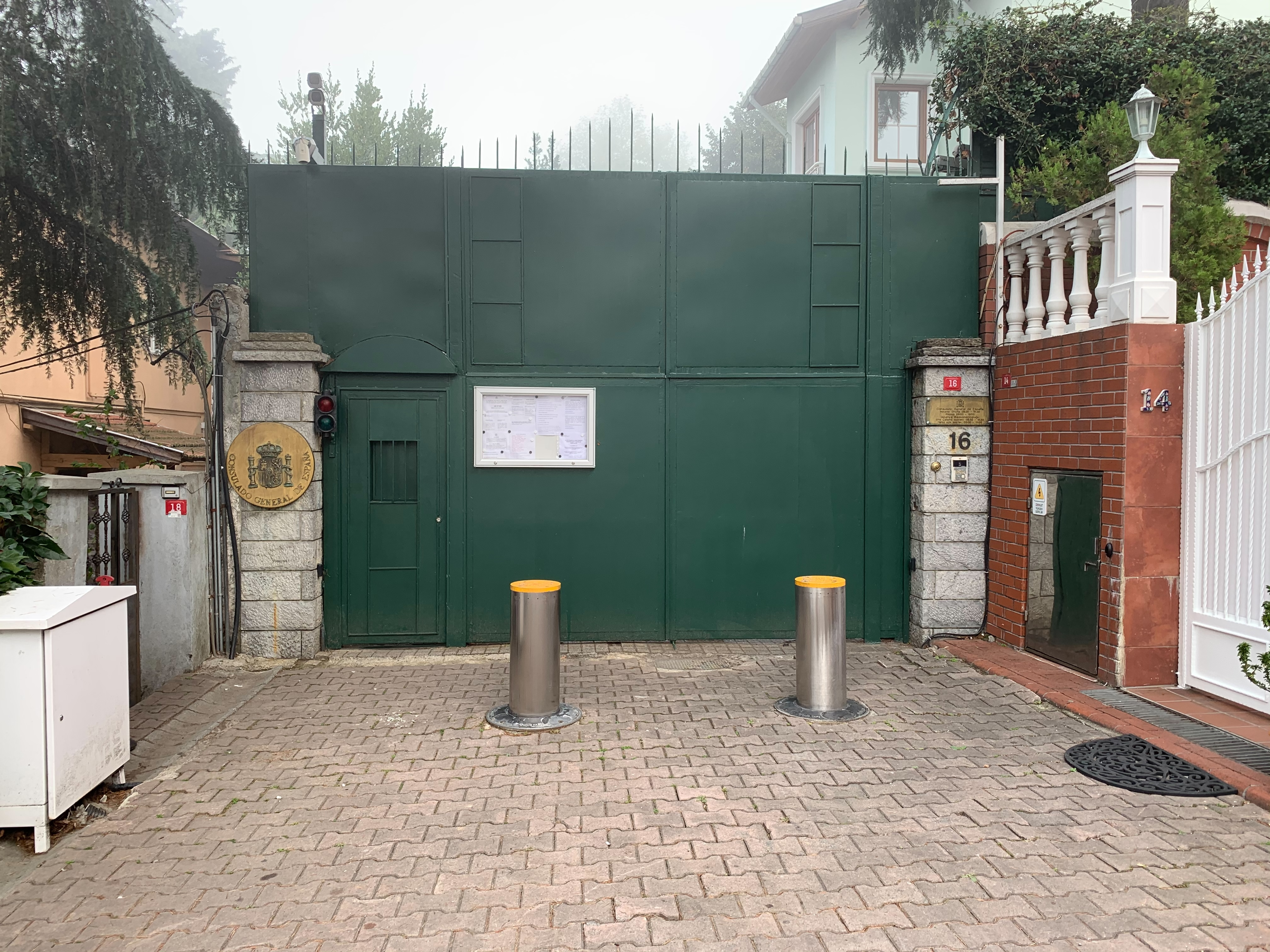
Consulado-General de España en Estambul.
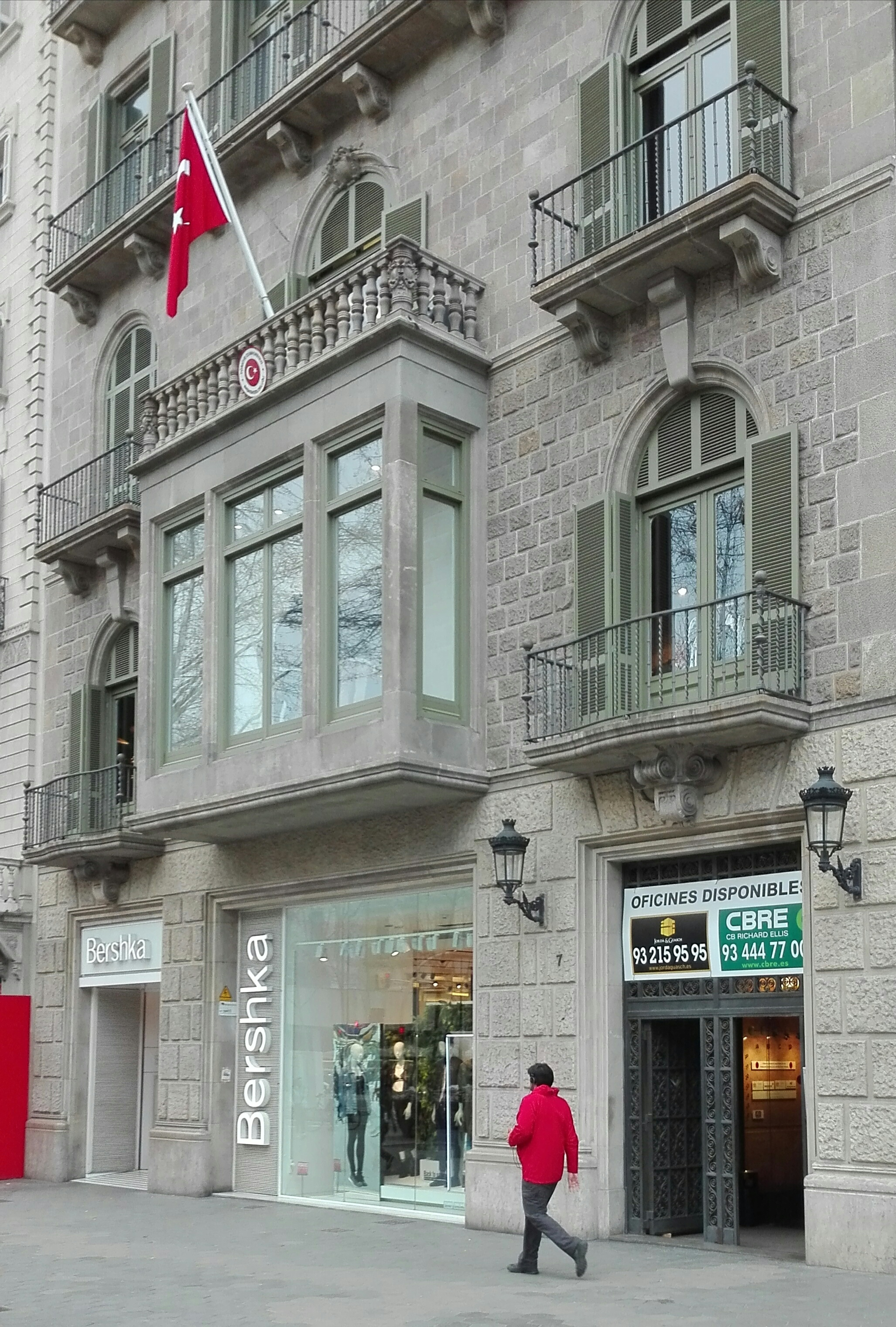
Consulado-General de Turquía en Barcelona.